# アミール・ティムール・ヒヨボニ駅
アミール・ティムール・ヒヨボニ駅（ウズベク語: Amir Temur xiyoboni bekati）は、ウズベキスタンのタシュケントミルザ・ウルグベク地区にある、タシュケント地下鉄チランザール線の駅。

## 沿革
1977年11月6日に開業した。当駅-サビル・ラヒモフ（後のアルマザール駅）間が開通と同時に開業。当時はタシケント地下鉄の北端側の終着駅であったが、1980年8月31日にさらに北のマクシム・ゴーリキー（後のブユク・イパク・ユーリ）まで延伸された。
開業時の駅名は「オクトーバー・インキロビ」(ウズベク語: October inkilobi、意味：十月革命）であったが、1992年5月1日に「マルカジイ・ヒヨボニ」（ウズベク語: Markaziy xiyoboni、意味：中央広場）に改名。1993年8月1日に現在の駅名となった。
2001年10月26日にユヌサバード線のユヌス・ラジャビィ駅が開業し当駅と接続。乗換駅となる。

## 駅構造
島式ホーム1面2線を有する地下駅。プラットホームはシャローコラム構造であり、建設にはプレキャストコンクリートが使用された。プラットホームの照明器具は梁に埋め込まれており、柱はヌラタウ山で採石した白い大理石で覆っており、壁はガズガン産の赤い大理石で覆っている。
ホームから出口への階段はホーム両端にあり、改札口も別個に設置されている。改札口は入口・出口で分けられており、入口側はセキュリティチェックがある。ユヌサバード線のユヌス・ラジャビィ駅への乗り換えはホーム中程にある下り階段を経由する。

## 駅周辺
- アミール・ティムール広場
- 独立大通り（ウズベク語版）
- アミール・ティムール大通り（ウズベク語版）
- 国際フォーラムパレス
- ホテル・ウズベキスタン
- タシケント州立法科大学（ウズベク語版）
- アミール・ティムール博物館
- ウズベキスタン外務省
- ウズベキスタン共和国法務省（英語版、ウズベク語版）

## 隣の駅
タシュケント地下鉄
 チランザール線
ハミッド・オリムジョン駅 - アミール・ティムール・ヒヨボニ駅 - ムスタキリク・マイドニ駅